# 德貝雷
- (PDF), République de Mali: Institut National de la Statistique, （原始内容 (PDF)存档于2012-09-19） （法语）

|latd=15|latm=6|lats=14 |latNS=N
|longd=3|longm=0|longs=40|longEW=W
德貝雷（法語：Débéré），是馬里的城鎮，位於該國中部，由莫普提區的杜安扎省負責管轄，面積428平方公里，海拔高度285米，2009年人口5,760，人口密度每平方公里13.46人。